# Ríos (Patillas)
Ríos es un barrio ubicado en el municipio de Patillas en el estado libre asociado de Puerto Rico. En el Censo de 2010 tenía una población de 348 habitantes y una densidad poblacional de 49,73 personas por km².

## Geografía
Ríos se encuentra ubicado en las coordenadas 18°0′41″N 65°57′56″O / 18.01139, -65.96556. Según la Oficina del Censo de los Estados Unidos, Ríos tiene una superficie total de 7 km², que corresponden a tierra firme.

## Demografía
Según el censo de 2010, había 348 personas residiendo en Ríos. La densidad de población era de 49,73 hab./km². De los 348 habitantes, Ríos estaba compuesto por el 74.71% blancos, el 16.38% eran afroamericanos, el 4.6% eran de otras razas y el 4.31% pertenecían a dos o más razas. Del total de la población el 100% eran hispanos o latinos de cualquier raza.